# Argia fulgida
Argia fulgida – gatunek ważki z rodziny łątkowatych (Coenagrionidae).